# Mignovillard (comuna suprimida)
Mignovillard era una comuna francesa situada en el departamento de Jura, de la región de Borgoña-Franco Condado, que el uno de enero de 2016 fue suprimida al fusionarse con la comuna de Communailles-en-Montagne, y formar la comuna nueva de Mignovillard.

## Demografía
| Gráfica de evolución demográfica de Mignovillard entre 1800 y 2013 |
|                                                                    |

Los datos demográficos contemplados en este gráfico de la comuna de Mignovillard se han cogido de 1800 a 1999 de la página francesa EHESS/Cassini, y los demás datos de la página del INSEE.